# Hastina subfalcaria
Hastina subfalcaria är en fjärilsart som beskrevs av Hugo Theodor Christoph 1881. Hastina subfalcaria ingår i släktet Hastina och familjen mätare. Inga underarter finns listade i Catalogue of Life.